# Венсан, Франсуа-Никола
Франсуа́ Венса́н (фр. François-Nicolas Vincent, Франсуа-Никола Венсан; 1767, Париж — 24 марта 1794, Париж) — революционер, Генеральный Секретарь военного министерства Первой Французской Республики, деятель Великой французской революции. Член клуба Кордельеров, известный лидер санкюлотов и видный член фракции эбертистов.

## Происхождение
Сын привратника парижской тюрьмы, он служил клерком адвоката в течение пяти лет. 
В начале революции живет в бедности в маленькой комнате в Париже, Рю де Турнон (фр. rue de Tournon). Он был одним из первых членов Клуба Друзей прав человека или Клуб Кордельеров, где занимал должность секретаря.

## Кордельер
Первые сведения о Венсане можно найти в период, ведущий к восстанию 10 августа 1792 года. Он был секретарем совета секции Французского Театра (фр. section du Théâtre-Français), где председателем был Моморо, тоже будущий кордельер.
После 10 августа он был избран членом Генерального Совета повстанческой Коммуны и был её комиссаром в период, когда Коммуна являлась исполнительной властью. Участвовал в восстании 31 мая —- 2 июня и после прихода к власти якобинцев был назначен начальником бюро в военном министерстве Паша. 28 февраля 1793 года был назначен в армию на Корсике. Но он отказался от назначения на том основании, что он более полезен в Париже. Привлекал секционных активистов к работе в военном министерстве и был назначен Генеральным Секретарём министерства.
В течение лета 1793 года требовал чистки правительства от умеренно настроенных членов, Дантона, Делакруа, что вызвало резкий ответ Робеспьера в Якобинском Клубе —- «… новые люди, патриоты настоящего дня, требуют отставки заслуженных друзей народа…» —- защищал он Дантона —- «Они никогда не опорочат Дантона, пока не докажут, что имеют больше энергии, гения и любви к стране, чем у него».
Как один из лидеров кордельеров, поддерживал кампанию дехристианизации и радикализации революции. Один из принципиальных фигур в развернувшейся осенью 1793 —- весной 1794 года борьбе фракций и борьбе против дантонистов. Обе фракции обвиняли друг друга в коррупции, среди всего прочего.
27 февраля Фабр д’Эглантин обвинил лидеров Кордельеров, и среди них Венсана, в обструкции работы правительства и армии. Венсан и Ронсен были арестованы. После некоторого замешательства кордельеры начали кампанию по его освобождению, указывая, что его пылкость является следствием молодости, и полностью отвергая обвинения в нечестности. Его также защищали несколько парижских секций, которые даже отправили депутацию в Конвент с требованием его освобождения. Наконец, Вулан, близкий к эбертистам, от имени Комитета общественной безопасности потребовал его освобождения из-за отсутствия доказательств вины.

## Падение
В конце зимы ввиду тяжёлого экономического положения и надеясь на поддержку секций, в начале марта 1794 года эбертисты предприняли попытку восстания, которая не была поддержана ни большинством секций, ни Парижской Коммуной.
Вернувшись к общественной жизни, Венсан полностью бросился в борьбу кордельеров. На драматическом заседании 14 вантоза (4 марта 1794 года) Венсан выступает против «умеренных», возмущается действиями Лулье, генерального прокурора парижского департамента, Дюфурни, Филиппо и других. Этой фракции «умеренных», заявляет он, надо бояться больше, чем Бриссо. Критикуя Эбера за чрезмерную осмотрительность в последнее время, он добавил: «У меня в кармане номер Пер Дюшен, изданный четыре месяца назад. Сравнивая его правдивый тон с нынешним, я бы сказал, что папаша Дюшен умер».
Несмотря на то, что дальше разговоров дело не пошло, поползли слухи о новом восстании. Встревоженный Колло Дэрбуа от имени Комитета Общественного Спасения и якобинцев предпринял попытку примирения. Но агитация и слухи продолжались. По донесениям полиции, в центре продолжавшейся агитации находились Ронсен и Венсан, поддерживаемые «левым» крылом кордельеров.
13 марта лидеры эбертистов были арестованы. Процесс длился три с половиной дня. Обвинения были выдвинуты в том, что «вызвало разрушение национального представительства и в заговоре против свободы французского народа». Когда обвиняемые Венсан, Моморо и другие потребовали вызова Колло, Паша, Анрио как свидетелей, им отказали. Эбер, Ронсен, Франсуа-Никола Венсан, Моморо и другие эбертисты с иностранцами Клоотсом, Проли и Перейра как пособники «иностранного заговора» были казнены 24 марта.
В своём последнем письме 20 марта жене Нанетт, Венсан просил её оставаться спокойной, выражая надежду, что их сын вырастет и станет полезным человечеству и республике. Он считал, что общественное мнение отомстит за него. Он выражал сожаление, что доставил ей столько боли и просил утешить его мать. Затем он простился.